# Joseph Marie, baró de Gérando (Joseph Marie Degérando)
Joseph Marie, baró de Gérando, nascut Joseph Marie Degérando (Lió, França, 29 de febrer de 1772 – París, 10 de novembre de 1842), va ser un jurista, filàntrop i filòsof francès d'origen italià.
És més recordat pel seu llibre de 1804 Histoire comparée des systèmes de philosophie, considérés relativement aux principes des connaissances humaines (Història comparada dels sistemes filosòfics, considerats en relació amb els principis del coneixement humà), així com pel seu estudi de 1820 sobre l'activitat benèvola o filantròpica, Le visiteur du pauvre (El visitant dels pobres). Va influir en Henry David Thoreau, Margaret Fuller, i especialment en Ralph Waldo Emerson, que va utilitzar àmpliament el seu marc filosòfic en suport del seu propi primer llibre Nature.

## Principals escrits
- Des Signes et de l'Art de penser considérés dans leurs rapports mutuels, 4 vol., 1799-1800 Texte en línia 1 2 3 4
- De la Génération des connaissances humaines, mémoire qui a partagé le prix de l'Académie de Berlin sur la question suivante : Démontrer d'une manière incontestable l'origine de toutes nos connaissances..., 1802 (De la Generació dels coneixements humans, …). Nova edició al Corpus des œuvres de philosophie en langue française, París, Fayard, 1990
- Considération sur les diverses méthodes à suivre dans l'observation des peuples sauvages, 1800 (Consideracions sobre els diferents mètodes d'observació dels pobles salvatges), traduït del francès a l'anglès per FCT Moore, amb un prefaci d'EE Evans-Pritchard. Londres, Routledge i K. Paul, 1969.
- Le Visiteur du pauvre, 1824. Nova Edició : Jean-Michel Place, París, 1989. Text en línia.
- Histoire comparée des systèmes de philosophie, relativement aux principes des connaissances humaines, 4 vol., 1822 Texte en línia 1 2 3 4
- Du Perfectionnement moral, ou de l'Éducation de soi-même, 2 vol., 1824, engl. (Autoeducació o Els mitjans i l'art del progrés moral).
- De l'Éducation des sourds-muets de naissance, 2 vol., 1827 (De l'educació dels sord-muts de naixement) Texte en línia 1 2
- Institutes du droit administratif français, o Éléments du code administratif, réunis et mis en ordre, 6 vol., 1829-1836 Texte en línia : Suplement
- De la Bienfaisance publique, 2 vol., 1839 Texte en línia 1 2
- Des Progrès de l'industrie, considérés dans leurs rapports avec la moralité de la classe ouvrière, 1841
- Histoire de la philosophie moderne, à partir de la renaissance des lettres jusqu'à la fin du XVIIIe siècle, 4 vol., 1847 Texte en línia
- Les Bons Exemples, nouvelle morale en action, amb Benjamin Delessert, 1858 Texte en línia